# Шеннен Догерті
Ше́ннен Марі́я До́герті (англ. Shannen Maria Doherty, МФА: [ˈdoʊ.ərti]; 12 квітня 1971, Мемфіс, Теннессі — 13 липня 2024, Малібу, Каліфорнія) — американська акторка. Відома роллю Бренди Волш у серіалі «Район Беверлі-Гіллз» (1990—1994) і Прю Галлівелл у серіалі «Усі жінки — відьми» (1998—2001).

## Біографія
Догерті з'явилася у невеликих ролях у таких серіалах як «Мандрівники» та «Батько Мерфі». Коли розпочався кастинг у шоу «Маленький будиночок у преріях», 11-річна акторка практично одразу здобула роль Дженні Вайлдер. Шеннен знімалася у шоу аж до його закриття 1983 року.
У 1982 році акторка озвучила роль у мультфільмі «Секрет щурів».
У 1985 році зіграла в молодіжній комедії «Дівчата хочуть повеселитися» разом зі вже відомими Гелен Гант та Сарою Джесікою Паркер.
Незабаром Шеннен здобула роль старшої доньки Кріс Візерспун у драматичному телесеріалі «Наш дім», який протримався в ефірі з 1986 по 1988 рік — за свій образ в даному шоу акторка здобула номінацію на премію Young Artist Award. Потім Догерті з'явилася в серіалі «Приватний детектив Магнум», а також у проєкті «Повітряний вовк», за виконання ролі в якому вона здобула номінацію «За найкраще виконання гостьової жіночої ролі» на шостому Фестивалі молодих акторів в 1984 році.
У 1989 здобула першу велику кінороль у чорній комедії «Смертельний потяг».
У 1990 році наступив зірковий час акторки — вона почала зніматися в ролі Бренди Волш у серіалі «Район Беверлі-Гіллз, 90210». У 1991 та 1992 роках Догерті здобула номінацію на премію Young Artist Award у категорії «Молода акторка в головній ролі телевізійного серіалу». 2004 року канал «E!» включив Бренду до списку «50 жінок прайм-тайму, які є найзліснішими». Було знято всього чотири сезони серіалу, коли Шеннен звільнили в 1994 році через розбіжності з колегами та знімальною групою.
Хоча спочатку згідно з сюжетом Бренда мала бути лише рік, дівчина так і не повернулася в серіал, попри численні згадки у фінальних сезонах. Акторка повернулася до ролі лише у 2008 році, коли продюсери серіалу «90210: Нове покоління» повернули у продовження її героїню. Сама Догерті часу не гаяла: успішно знялася у кількох телевізійних фільмах, а також у головній ролі у фільмі Кевіна Сміта 1995 року «Лоботряси».
1998 року, знайшовши спільну мову із продюсером Аароном Спеллінгом, Шеннен погодилася зіграти одну з головних ролей, відьми Прю Голлівелл, у серіалі «Усі жінки — відьми». Зафільмувавшись всього у трьох сезонах, у 2001 році Шеннен, маючи розбіжності з актрисою Алісою Мілано, з проєкту звільнилася.
Шеннен двічі номінувалася на премію «Сатурн» у номінації «Краща жанрова акторка» за роль Прю в 1999 та 2000 роках відповідно. 2007 року ресурс AOL включив Прю до списку «10 найліпших відьом в історії телебачення».
У 2001 році Шеннен Догерті знімається у фільмі «Інший день» разом зі Джуліаном Мак-Магоном. На майданчику між акторами починається роман, але ці стосунки швидко закінчуються.
У 2003 році стала ведучою першого сезону реаліті-шоу під назвою «Жорстокі ігри» на каналі Sci Fi Channel. Після виходу з нього акторка здобула велику роль у мильній опері «Північний берег», в якій вона знімалася в ролі Олександри Гадсон з 2004 по 2005 роки.
2005 року Шеннен Догерті знялася в пілотному епізоді серіал «Кохання Inc.» — шоу продовжили, але акторку замінили. Незабаром, у 2006 році, діячка спродюсувала та зіграла головну роль у проєкті «Розлучення з Шеннен Доерті», який ми побачили на каналі Oxygen. Але шоу було закрито після дебютного сезону через низькі рейтинги. Акторка зіграла в британському ситкомі «Бо в Америці», яке є частиною проєкту «Бо Селекта» — їй дісталася роль кмітливої доньки Авіда Мерріона, втіленого Лі Френсісом. Пізніше акторка зіграла саму себе, нібито спокушену героєм Авідом. Прем'єра сезону за участю Доерті відбулася у жовтні 2005 року на каналі Channel 4.
У 2006 році посіла 5-е місце у списку «100 найлегендарніших молодіжних ідолів» на думку каналу VH1.
У 2007 році з'явилася у двох телевізійних проєктах — у пілоті каналу here! під назвою «Дельфійський ефект», а також у сімейному фільмі «Різдвяні витівки» телеканалу ABC Family. Також 2007-го заснувала продюсерську компанію «No Apologies», в якій акторка розробляла шоу для себе.
У 2007 році акторка посіла 96-е місце в списку «100 найбільших ТВ-ікон» на думку журналу Entertainment Weekly.
У 2008 році з'явилася в другому епізоді четвертого сезону шведського телевізійного шоу «Високий чапараль».
Восени 2008 року повертається до ролі Бренди Волш у спин-офі «90210: Нове покоління». Спершу договір був розрахований на участь у п'яти епізодах, але рейтинги серій за участю Бренди показали хороші результати, і у гостьовій ролі Догерті знялася ще у трьох серіях. Також акторка була присутньою ще у двох епізодах міжсезоння й у травні 2009 року з'явилася у фіналі першого сезону.
У 2008 році Шеннен Догерті знялася в парі з Діланом Макдермоттом у незалежному фільмі «Гарячі пальми», що висміює стереотипи про мешканців Лос-Анджелеса. У тому ж році Догерті зіграла головну роль у науково-фантастичному фільмі каналу SciFi під назвою «Скарби ацтеків» — прем'єра відбулася 20 грудня 2008 року на кабельному каналі.
У 2009 році стає арт-директоркою глянсового таблоїда «Pasadena», яким і є сьогодні.
У 2010 році Догерті оголосила, що приступила до написання своєї першої книги, яка міститиме автобіографію актриси. Крім того, Шеннен спробувала себе у десятому сезоні проєкту «Танці з зірками», де її партнером був дворазовий переможець шоу Марк Баллас. Прем'єра сезону відбулася 22 березня 2010 року. Не дивлячись на старання обох, 30 березня пара вилетіла з проєкту вже на другому тижні. За словами актриси, вона присвятила участь у «Танцях» своєму батькові, якого не стало. На паркет у числі всіх зірок Догерті повернулася у фіналі сезону.
3 червня 2010 року зелене світло побачило анімаційний веб-серіал сайту FEARnet під назвою «Марі-Карі» — шоу розповідає про двох сестер-близнюків, одна з яких — привид. Шеннен озвучила обох сестер у восьми епізодах. 21 липня 2011 року канал WE tv оголосив, що незабаром після заручин із фотографом Куртом Ісварієнко, в ефір буде запущено реаліті-шоу про підготовку актриси до власного весілля під назвою «Так сказала Шеннен». Прем'єра відбулася у квітні 2012 року, але високих рейтингів ця передача не набрала.
У 2012 році Шеннен стала представницею організації «Education Connection».
У липні 2014 року було оголошено, що Догерті разом з Голлі Марі Комбс знімуть своє реаліті-шоу «Загублені краї з Шеннен та Голлі», в якому відвідають не найпопулярніші, але найцікавіші місця теренів США. Прем'єра відбулася 2 січня 2015 року на американському телеканалі Great American Country.

## Особисте життя
На початку 1993 року Догерті була ненадовго заручена зі спадкоємцем компанії Max Factor Діном Джеєм Фактором. 25 травня 1993 року Фактор подав до суду на Догерті, щоб здобути заборонний наказ, заявивши про фізичне насильство та погрози з її боку, хоча батько Догерті стверджував, що насильство походило від Фактора, а не від неї.
З 1993 по 1994 рік Догерті була одружена з актором і музикантом Ешлі Гамільтоном.
З 2002 по 2003 рік Догерті була одружена з гравцем у покер Ріком Саломоном.
З 15 жовтня 2011 року Догерті одружена з фотографом Куртом Ісварієнком. 21 квітня 2023 року вона подала на розлучення з Ісварієнком.

## Хвороба та смерть
У березні 2015 року Шеннен був поставлений діагноз рак молочної залози. Про хворобу Догерті стало відомо 19 серпня того ж року, коли вона подала позов проти свого колишнього менеджера Таннера Мейнстейна, який неправильно оформив її медичне страхування, через якого, на її думку, вона не отримала належного лікування — таким чином її рак пішов метастазами на лімфатичну систему. У травні 2016 року вона перенесла мастектомію, трохи пізніше хімієтерапію, після чого почала радіотерапію. 28 квітня 2017 року повідомила про ремісії. 4 лютого 2020 року в ефірі ток-шоу Good Morning America Догерті розповіла, що хвороба повернулася, ба більше, тепер її стадія вийшла на 4-у. Героїня зізналася, що діагноз їй поставили під час фільмування продовження «Беверлі Гіллз», і на її думку, настав момент, коли приховувати свою хворобу немає сенсу. У червні 2023 року вона оголосила, що рак поширився на її мозок. У листопаді 2023 року вона розповіла, що рак поширився на її кістки. У січні 2024 року Доерті повідомила, що вона проходить нове лікування раку і що воно успішно долає гематоенцефалічний бар'єр, назвавши це «дивом».
Шеннен Догерті померла 13 липня 2024 року в себе вдома у Малібу, штат Каліфорнія, в 53-річному віці.

## Активізм
У 2022 році у своєму інстаграмі Догерті активно підтримувала Україну під час російського вторгнення в Україну. Неодноразово писала про війну, згадувала волонтерство і говорила, що одних молитов українцям замало.

## Фільмографія
| Рік       | Назва                                              | Оригінал                                       | Роль                            |
| --------- | -------------------------------------------------- | ---------------------------------------------- | ------------------------------- |
| 1981      | Батько Мерфі                                       | Father Murphy                                  | Друсілла Шеннон                 |
| 1982      | Нічна зміна                                        | Night Shift                                    | Блуберд                         |
| 1982      | Фенікс                                             | The Phoenix                                    | Маленька дівчинка               |
| 1982      | Таємниця щурів                                     | The Secret of NIMH                             | Тереза                          |
| 1982      | Мандрівники                                        | Voyagers!                                      | Бетті Перріс                    |
| 1982-1983 | Маленький будиночок в прерії                       | Little House on the Prairie                    | Дженні Вілдер                   |
| 1983      | Маленький будиночок: Подивися на вчора             | Little House: Look Back To Yesterday           | Дженні Вілдер                   |
| 1983      | Приватний детектив Магнум                          | Magnum, P.I.                                   | Іма Платт                       |
| 1984      | Повітряний вовк                                    | Airwolf                                        | Фібі Деннер                     |
| 1984      | Маленький будиночок: Благослови всіх дорогих дітей | Little House: Bless All The Dead Children      | Дженні Вілдер                   |
| 1984      | Маленький будиночок: Останнє прощання              | Little House: The Last Farewell                | Дженні Вілдер                   |
| 1984      | (The New Leave It to Beaver)                       | The New Leave It to Beaver                     | Лаура                           |
| 1985      | Дівчатка хочуть повеселитися                       | Girls Just Want to Have Fun                    | Меггі Мелена                    |
| 1985      | Сходи в небо                                       | Highway to Heaven                              | Шеллі Фавлер                    |
| 1985      | Роберт Кеннеді і його часи                         | Robert Kenney & His Times                      | Кетлін Кеннеді                  |
| 1986      | Інше кохання                                       | The Other Lover                                | Олсон Філдінг                   |
| 1986-1988 | Наш дім                                            | Our House                                      | Кріс Візерспун                  |
| 1987      | Альф любить таємницю                               | Alf Loves a Mystery                            | Леді в червоному                |
| 1989      | Джамп-стріт, 21 (21 Jump Street)                   | 21 Jump Street                                 | Джанін                          |
| 1989      | Смертельний потяг                                  | Heathets                                       | Гізер Дюк                       |
| 1990      | Життя продовжується                                | Life Goes On                                   | Джинні Грін                     |
| 1990-1994 | Беверлі-Гіллз, 90210                               | Beverly Hills, 90210                           | Бренда Волш                     |
| 1991      | Вічно молодий                                      | Forever Young                                  | молодичка на вечірці            |
| 1992      | Одержимість                                        | Obsessed                                       | Лорі Бріндел                    |
| 1992      | Таємниця загубленої бухти                          | The Secret Of Lost Creek                       | Дженні Фогел                    |
| 1993      | Стоп-кадр                                          | Freeze Frame                                   | Ліндсей Скотт                   |
| 1994      | Палаюча пристрасть: Історія Марґарет Мітчелл       | A Burning Passion: The Margaret Mitchell Story | Марґарет Мітчелл                |
| 1994      | Майже мертва                                       | Almost Dead                                    | Доктор Кетерін Рошак            |
| 1994      | Голий пістолет 33⅓: Остання образа                 | Naked Gun 33⅓: The Final Insult                | камео                           |
| 1994      | Пов'язка на очі: Дії в стані одержимості           | Blindfold: Acts Of Obsession                   | Меделін Дальтон                 |
| 1994      | Втеча з тюрми                                      | Jailbreakers                                   | Енджел Нортон                   |
| 1995      | Тусовщики з супермаркету                           | Mallrats                                       | Рене Мосьер                     |
| 1996      | Зникла вночі                                       | Gone in the Night                              | Сінді Доводі                    |
| 1997      | Подруги до самого кінця                            | Friends Til The End                            | Гітер Ромлей                    |
| 1997      | У ліжку з дияволом                                 | Sleeping with the Devil                        | Ребекка Дубровіч                |
| 1997      | Квиток                                             | The Ticket                                     | Сім'я Рейкер                    |
| 1997      | Ніде                                               | Howhere                                        | Волі Чік                        |
| 1998-2001 | Усі жінки — відьми                                 | Charmed                                        | Прю Галлівелл                   |
| 1999      |                                                    | Striking Poses                                 | Пейдж Салліван                  |
| 2000      | Школа сатани                                       | Satan's School For Girls                       | Бет Заммерсміт/Карен Оксфорд    |
| 2001      | Джей і мовчазний Боб завдають удару у відповідь    | Jay and Silent Bob Strike Back                 | камео                           |
| 2001      | Інший день                                         | Another Day                                    | Кейт                            |
| 2002      | Битва Мері Кей                                     | Hell on Hell's: The Battle Of Mary Kay         | Лексі Вілсокс                   |
| 2002      | Зображення                                         | The Rendering                                  | Сара Рейнолс                    |
| 2003      | Нічне світло                                       | Nightlight                                     | Селеста Тіммермен               |
| 2004-2005 | Норт Шор                                           | North Shore                                    | Олександра Худсон               |
| 2005      | Лав Інкорпорейшен                                  | Love, Inc.                                     | Деніс Джонсон                   |
| 2005      | Категорія 7: Кінець світу                          | Category 7: The End of the World               | Фейт Клавелл                    |
| 2007      | Різдвяні витівки                                   | Christmas Caper                                | Кейт Дов                        |
| 2008      | Делфійський ефект                                  | Kiss Me Deadly                                 | Марта Козленко                  |
| 2008      | Скарб Великого каньйону                            | The Lost Threasure of the Grand Canyon         | Сара Джордан                    |
| 2008-2009 | 90210: Нове покоління                              | 90210                                          | Бренда Волш                     |
| 2009      | Зіткнення з небезпекою                             | Encounter with Danger                          | Клер                            |
| 2010      |                                                    | Burning Palms                                  | Доктор Шеллі                    |
| 2010      | Великий Ріст                                       | Crowing The Big One                            | Емма Сільвер                    |
| 2011      | Кімната номер 7                                    | Suite 7                                        | Адріанна                        |
| 2012      | Гретель                                            | Witchslayer Greti                              | Гретель                         |
| 2012      |                                                    | Shannen Says                                   | камео                           |
| 2012      | Нова норма                                         | The New Normal                                 | Бренда Волш                     |
| 2014      | Все що я хочу на Різдво                            | All A Want For Christmas                       | Бренда Паттерсон                |
| 2014      | Криваве озеро: Напад міног-убивць                  | Blood Lake: Attack of the Killer Lampreys      | Кейт                            |
| 2016      | В Минулі Часи                                      | Back In The Day                                | Марія                           |
| 2017      | Дім моїх кошмарів                                  | Bethany                                        | Сьюзен                          |
| 2018      | Ніхто би не сказав                                 | No One Would Tell                              | Ловра Колінз                    |
| 2018      |                                                    | Heathers                                       |                                 |
| 2019      | 90210                                              | 90210                                          | Бренда Волш                     |
| 2019      | Рівердейл                                          | Riverdale                                      | застрягла автомобілістка        |
| 2021      | Фортеця                                            | Fortress                                       | бригадний генерал Барбара Доббс |